# 日本のクロスカントリースキー場一覧
日本のクロスカントリースキー場一覧（にっぽんあるいはにほんのクロスカントリースキーじょういちらん）は、日本国内の歩くスキーコースあるいはクロスカントリースキーコースを有する施設の一覧である。
本来クロスカントリースキーは競技用機材を用いる場合を除けばフィールドにとらわれず天然雪面をも自由に移動できる手段であるが、当項では軽装備で手軽かつ安全に歩くスキーを楽しむ目的や、クロスカントリー競技用として、あらかじめ設定された順路に沿い常時コース整備された管理下の雪面を「クロスカントリースキー場」と定義し、一般開放しているものを取り扱う。

## 北海道札幌市
- 旭山記念公園
- 厚別公園
- 川下公園
- 国営滝野すずらん丘陵公園
- 五天山公園
- サッポロさとらんど
- 札幌ドーム
- さっぽろ羊ヶ丘展望台
- 白旗山競技場（国際スキー連盟公認）
- 道立自然公園野幌森林公園
- 中島公園
- 西岡公園
- 農試公園
- 盤渓ノルディックスキーコース
- 星観緑地
- 北海道立真駒内公園
- 前田森林公園
- 真駒内距離競技場（国際スキー連盟公認、第11回オリンピック冬季競技大会クロスカントリー会場、廃止、跡地の一部が西岡公園に再整備）
- 真駒内保健保安林
- 円山公園
- モエレ沼公園
- 百合が原公園

## 北海道 石狩振興局（札幌市を除く）
- 飛鳥山公園
- 石狩市B&G海洋センター
- 歌才森林公園
- 青葉公園
- 恵庭公園
- エルフィンロード
- 北広島市レクリエーションの森
- スウェーデンヒルズゴルフ倶楽部
- ザ・ノースカントリーゴルフクラブ
- はまなす国体記念石狩市スポーツ広場
- 北海道文教大学
- るるまっぷ自然公園ふれらんど

## 北海道 渡島総合振興局
- 歩くスキー｢ユーラップ｣コース
- オニウシ公園
- 市民の森
- 昭和公園
- 北海道立青少年体験活動支援施設ネイパル森
- 見晴公園

## 北海道 檜山振興局
- ピリカ遺跡

## 北海道 後志総合振興局
- 旭ヶ丘クロスカントリースキーコース
- からまつ公園
- 留寿都村公民館
- ルスツリゾート

## 北海道 空知総合振興局
- 岩見沢市野球場
- グリーンパーク21
- 滝川ふれ愛の里
- 東明公園
- 徳富川河川敷歩くスキーコース
- 長沼スキー場
- 長沼町総合公園
- なまこ山総合運動公園
- 東山公園
- 日の出運動公園
- 深川市総合運動公園
- ふるさと毛陽
- 北電公園
- 北海道グリーンランドホワイトパーク
- 北海道子どもの国
- 丸加高原健康の郷

## 北海道 上川総合振興局
- 愛別町総合スポーツ公園
- 愛別町農村公園
- あいべつリバーフロントパーク
- 浅江島公園
- 富沢クロスカントリースキーコース（全日本スキー連盟公認）
- 朝日クロスカントリースキーコース
- 朝日ヶ丘歩くスキーコース
- 旭岳クロスカントリーコース
- 音威子府クロスカントリーコース（国際スキー連盟公認）
- 神楽岡公園
- 上川町菊水クロスカントリーコース
- 北彩都歩くスキーコース
- キトウシ森林公園家族旅行村
- キャンモアスキービレッジ（全日本スキー連盟公認）
- 美瑛白金ノルディックコース
- 下川町桑の沢クロスカントリーコース（全日本スキー連盟公認）
- 春光台公園
- セント旭川ゴルフ倶楽部
- チセネシリクロスカントリーコース（全日本スキー連盟公認）
- 忠和公園
- 東光スポーツ公園
- 当麻町開明清水山クロスカントリースキーコース
- なよろ健康の森（国際スキー連盟公認）
- 名寄市風連東地区運動広場
- ハイランドふらの
- 橋立山4km歩くスキーコース
- 花咲スポーツ公園
- 美瑛川河川敷歩くスキーコース
- 日の出公園
- 美深町歩くスキーコース
- ビルケの森
- 富良野総合スポーツ公園
- 星野リゾート トマム
- 丸山公園
- 麓郷樹海クロスカントリースキーコース
- 和寒東山スキー場

## 北海道 留萌振興局
- 神居岩スキー場（スロープゲレンデは廃止されておりクロスカントリーコースのみ供用）
- てしおこもれびの森
- 羽幌町民スキー場びゅー

## 北海道 宗谷総合振興局
- クッチャロ湖サイクリングロード
- 豊富町自然公園
- 豊富町定住支援センター「ふらっと★きた」
- 豊幌林道
- 中頓別町営寿スキー場
- 北海道立宗谷ふれあい公園

## 北海道 オホーツク総合振興局
- 網走運動公園
- おけとパークゴルフ場
- オホーツク流氷公園
- 柏ヶ丘運動公園
- 北大雪・北見峠クロスカントリースキーコース（全日本スキー連盟公認）
- 北見モイワスポーツワールド
- 五鹿山スキー場
- 小清水町高齢者生活福祉センター「ほほえみ」
- 桜ヶ丘スキー場
- 知床自然センター
- つべつ町温水プール「すいむ」
- 東陵運動公園
- 八方台森林公園
- 北海道立オホーツク公園
- 緑ヶ丘公園
- 緑とチーズの里ふれあいパーク
- 紋別市運動公園
- レクリエーション公園

## 北海道 胆振総合振興局
- 安平町柏が丘球場
- （厚真町）歩くスキー場・本郷コース（2005年以降開設状況確認できず）
- （厚真町）歩くスキー場・豊沢コース（2005年以降開設状況確認できず）
- 大滝クロスカントリーコース（全日本スキー連盟公認）
- オートリゾート苫小牧アルテン
- 京極町民スキー場
- ノーザンホースパーク
- マタルコース
- 室蘭高原だんパラスキー場

## 北海道 日高振興局
- うらかわ優駿ビレッジAERU
- 日高国際スキー場

## 北海道 十勝総合振興局
- 帯広の森クロスカントリースキーコース
- 上士幌町航空公園
- 屈足公園
- サホロリバーサイド運動広場
- 十勝エコロジーパーク
- 豊頃町十勝川河川敷歩くスキーコース
- 十勝千年の森
- 中札内文化創造センター
- 芽室公園
- メムロスキー場
- 八千代クロスカントリースキーコース

## 北海道 釧路総合振興局
- あいすランド阿寒
- 阿寒摩周国立公園川湯エコミュージアムセンター
- 釧路湿原国定公園温根内ビジターセンター
- 釧路市動物園
- 桜ヶ丘歩くスキーコース

## 北海道 根室振興局
- 知床自然センター
- 北海道立ゆめの森公園
- 望ヶ丘森林公園
- 幌萌町歩くスキーコース

## 青森県
- 青森あじゃらクロスカントリーコース（全日本スキー連盟公認）
- 岩木青少年スポーツセンター
- 合浦公園
- 釜臥山林間クロスカントリーコース
- 国設野辺地まかど温泉スキー場
- 弘前市運動公園
- 夜越山スキー場

## 岩手県
- 岩手県立県北青少年の家
- 奥中山高原
- 志賀来スキー場
- 雫石町営クロスカントリースキー場「ケッパレランド」（全日本スキー連盟公認）
- 田山クロスカントリーコース（全日本スキー連盟公認）
- 八幡平リゾートパノラマスキー場
- 花巻市営高村山荘クロスカントリーコース
- 春子谷地展望台

## 宮城県
- 泉ヶ岳クロスカントリースキー常設コース
- 上野々クロスカントリーコース

## 秋田県
- 秋田県立中央公園
- 秋田県立北欧の杜公園
- 大館能代空港ふれあい緑地
- 雁の里山本公園
- 鳥海高原南由利原スノーモビルランド
- 花輪スキー場（全日本スキー連盟公認）
- 秋田県立田沢湖スポーツセンター

## 山形県
- 秋山スキー場
- グリーンバレー神室スキー場
- 蔵王坊平アスリートヴィレッジ（全日本スキー連盟公認）
- 市営田沢クロスカントリー競技場（全日本スキー連盟公認）
- 長根山クロスカントリーコース
- 山形県最上町赤倉温泉スキー場
- 山形蔵王温泉スキー場
- 山形市少年自然の家
- 湯の台スキー場（全日本スキー連盟公認）

## 福島県
- 猪苗代町クロスカントリースキーコース（全日本スキー連盟公認）
- 裏磐梯クロスカントリースキー場
- 尾瀬檜枝岐クロスカントリースキーコース（全日本スキー連盟公認）
- 金山町太郎布高原クロスカントリーコース
- 湖畔の森クロスカントリースキーコース
- 冒険王国クロスカントリースキーコース
- ホテルグランデコ
- 南会津町伊南クロスカントリースキーコース

## 栃木県
- 光徳クロスカントリースキー場（全日本スキー連盟公認）

## 群馬県
- 尾瀬ほたか高原スポーツパーク
- 片品水芭蕉クロスカントリーコース
- 草津音楽の森クロスカントリーコース
- 水上高原スキーリゾート

## 新潟県
- 赤倉高原リゾートクロスカントリーコース
- 奥只見丸山スキー場
- かぐらスキー場
- 欠ノ上クロスカントリーコース（全日本スキー連盟公認）
- 銀山平森林公園
- ゴールド越後湯沢カントリークラブ
- 国営越後丘陵公園
- 国立妙高青少年の家
- 白山運動公園
- 八海山麓スキー場
- マウンテンパーク津南（全日本スキー連盟公認）
- 松之山クロスカントリースキーコース
- 妙高高原クロスカントリーコース（全日本スキー連盟公認）
- 吉田クロスカントリー競技場（国際スキー連盟公認）

## 富山県
- あわすのスキー場
- イオックス・アローザ
- 魚津桃山運動公園
- たいらクロスカントリーコース（全日本スキー連盟公認）

## 石川県
- 銀河の里キゴ山クロスカントリースキー場
- 白峰クロスカントリー競技場（全日本スキー連盟公認）

## 福井県
- 大野市DAINOUスポーツランド
- かつやま恐竜の森

## 山梨県
- キープ協会

## 長野県
- 一の瀬クロスカントリーコース
- 木島平クロスカントリースキーコース（全日本スキー連盟公認）
- 霧ヶ峰スキー場
- 黒姫高原スノーパーク（全日本スキー連盟公認）
- 峰の原高原クロスカントリーコース
- 渋峠高地クロスカントリーコース
- 長峰クロスカントリースキーコース（全日本スキー連盟公認）
- 野沢温泉スキー場（全日本スキー連盟公認）
- 白馬クロスカントリー競技場「スノーハープ」（国際スキー連盟公認）
- 白馬岩岳スノーフィールド（全日本スキー連盟公認）
- 白馬みねかたスキー場（廃止）
- 栂池高原スキー場
- 八ヶ岳高原海の口自然郷

## 岐阜県
- 荘川高原スキー場（全日本スキー連盟公認）
- デイリー郡上・牧歌の里クロスカントリーコース（全日本スキー連盟公認）
- 飛騨御嶽高原高地トレーニングエリア（全日本スキー連盟公認）

## 滋賀県
- 箱館山スキー場（全日本スキー連盟公認）

## 鳥取県
- 鏡ヶ成スキー場
- だいせんホワイトリゾート（全日本スキー連盟公認）
- 大山青年の家

## 島根県
- 三瓶山北の原歩くスキーコース

## 広島県
- 芸北国際スキー場（全日本スキー連盟公認）
- もみのき森林公園